# Моринецька вулиця (Київ)
Морине́цька ву́лиця — вулиця в Подільському районі міста Києва, місцевість Селище Шевченка. Пролягає від вулиці Сошенка до вулиці Красицького.
Прилучаються вулиці Сухумська, Кобзарська та Моринецький провулок.

## Історія
Вулиця виникла у середині XX століття під назвою 59-а Нова. Сучасна назва — з 1944 року, на честь села Моринці Звенигородського району Черкаської області, де народився Тарас Шевченко.

## Зображення

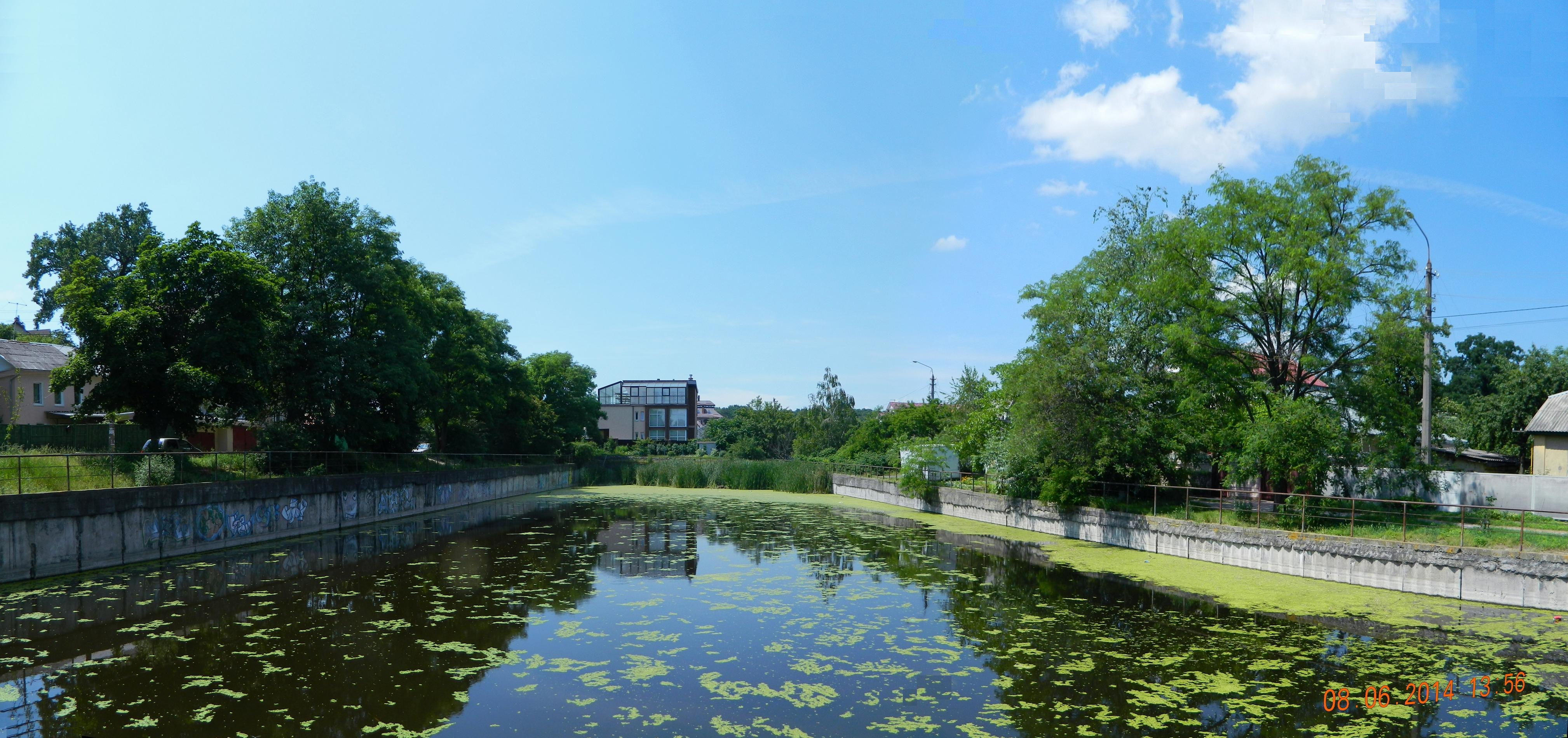
Ставок праворуч від Моринецької вулиці
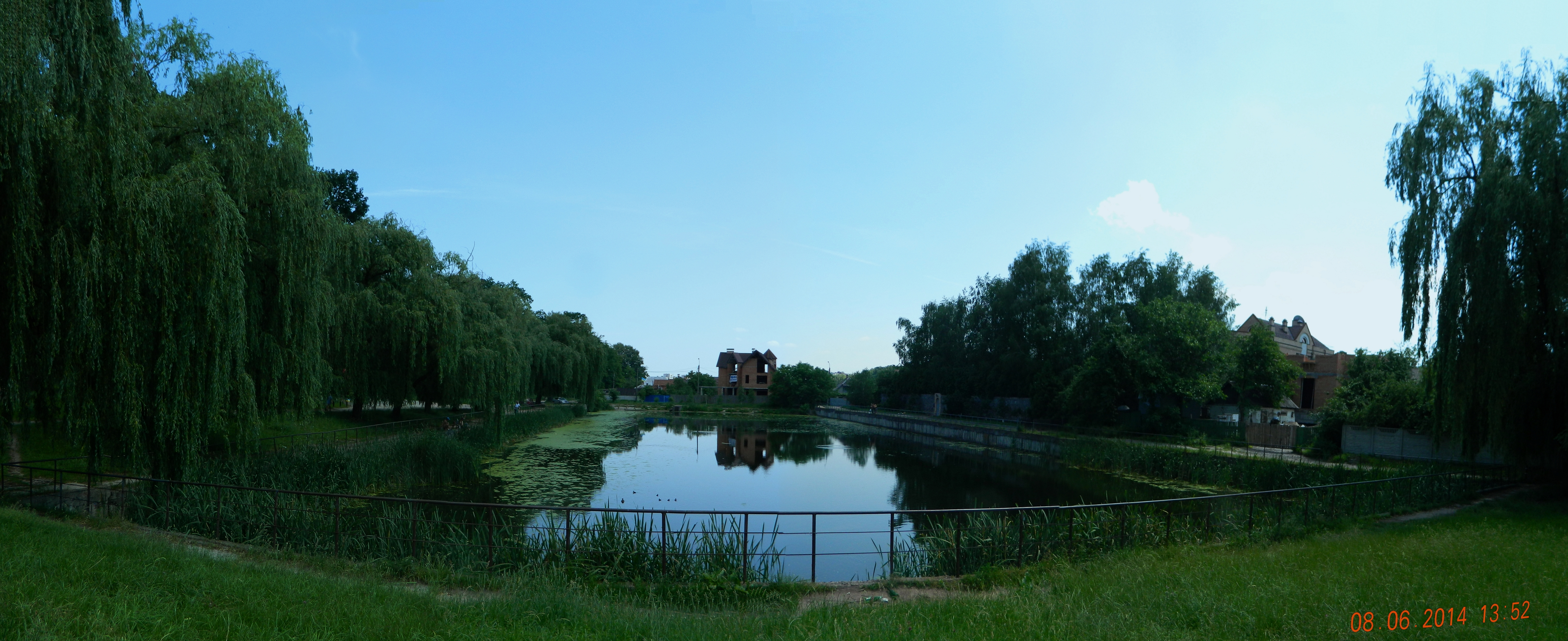
Ставок між вулицями Кобзарською та Красицького ліворуч від Моринецької